# Micronycteris schmidtorum
Micronycteris schmidtorum — вид родини листконосові (Phyllostomidae), ссавець ряду лиликоподібні (Vespertilioniformes, seu Chiroptera).

## Середовище проживання
Країни поширення: Беліз, Болівія, Бразилія, Колумбія, Коста-Рика, Сальвадор, Французька Гвіана, Гватемала, Гондурас, Мексика, Нікарагуа, Панама, Перу, Венесуела. Він знаходиться у вічнозелених і листяних низовинних лісах та на краю лісу. 

## Звички
Невеликі групи ночують у дуплах дерев. Метелики включаються в раціон.

## Загрози та охорона
Вирубка лісів є проблемою, хоча це не є серйозною загрозою.